# Mickaël Conjungo
Mickaël Conjungo, född 6 maj 1969, är en friidrottare från Centralafrikanska republiken. Han deltog vid olympiska sommarspelen 1992, olympiska sommarspelen 1996 och olympiska sommarspelen 2000.